# Élisabeth Fuchs (Pfadfinderin)
Élisabeth Fuchs (* 27. Dezember 1866 in Wintzenheim; † 6. Februar 1946 in Paris) war eine französische Pfadfinderin und Aktivistin der Unions chrétiennes de jeunes filles (Christliche Vereine junger Mädchen, UCJF).

## Leben

### Familie
Élisabeth Fuchs wurde als jüngstes von vier Kindern in eine protestantische Familie im Elsass geboren. Da sie kleinwüchsig war, wurde bei ihr angeblich ein Zwergwuchs diagnostiziert. Ihr Vater, Edmond Fuchs, war Geologe und Ingenieur des Corps des mines. Ihre Mutter, Henriette Fuchs, geborene Ledoux, war Musikerin, Gründerin der Chorvereinigung Concordia und Autorin des Buches L’Opéra et le Drame musical d’après l'Œuvre de Richard Wagner (Die Oper und das musikalische Drama nach dem Werk von Richard Wagner). Ihr Bruder, Paul Fuchs, war Journalist bei der Zeitung Le Figaro.

### Engagement
Ab den 1890er Jahren engagierte sie sich in einer Sektion der Unions chrétiennes de jeunes filles in der Rue de Naples in Paris, die der Hauptort ihrer Aktivitäten werden sollte. Mit dem Ziel, dort ein Wohnheim für junge Mädchen zu errichten, suchte sie mehrere Jahre lang nach Finanzierungsmöglichkeiten. In diesem Zusammenhang lernte sie 1910 Marguerite de Pourtalès kennen, die dem Conseil national des femmes françaises (Nationaler Rat der Französischen Frauen) nahestand und deren Unterstützung sehr wertvoll war. Diese wurde Präsidentin des UCJF de Naples und Fuchs Vizepräsidentin. Man gab eine monatliche Zeitung, Le Muguet (Das Maiglöckchen), heraus und es fanden zahlreiche Gespräche und Ausstellungen statt.
Das Heim wurde am 10. März 1912 eröffnet und von Fuchs geleitet. Es bot zunächst Platz für 85 Mädchen, die zur Kommunion gingen, studierten oder arbeiteten. Außerdem beherbergte es eine Sektion der Liga für das Frauenstimmrecht. Fuchs führte später mehrere Erweiterungsarbeiten durch und erhöhte die Kapazität 1922 auf 160 Plätze. Neben der Unterbringung bot das Heim auch Aktivitäten an: Bibelstudien, Hygienekurse, Aufenthalte auf dem Land, Vorträge und Gymnastikkurse. Letztere wurden von Irène Popard geleitet.
Ab 1911 führte die Entstehung der Pfadfinderbewegung für Jungen in der Region Seine des UCJF zu Diskussionen über eine Anpassung für Mädchen. Diese Diskussionen wurden insbesondere von Suzanne Carr, einer wichtigen Figur der protestantischen Wohltätigkeitsarbeit, geleitet. Élisabeth Fuchs gehörte zu den ersten Frauen, die eine Abteilung für Mädchenführerinnen gründeten, die bald den Namen „Éclaireuses“ (Pfadfinderinnen) annahm. Diese Sektion, die dem Heim in der Rue de Naples angegliedert war, unternahm ihren ersten Ausflug am 6. Juni 1912 in Chaville. Parallel dazu entstanden auf Anregung von Camille Savary weitere Sektionen, insbesondere im Maison Verte, einem der evangelischen Volksmission angegliederten Ort. 1915 traf Antoinette Butte Élisabeth Fuchs und ließ sich unter anderem von deren Erfahrungen inspirieren, um die Bewegung der Éclaireuses unionistes zu gründen.
Unter der Leitung von Élisabeth Fuchs gründete sich die Pfadfinderinnensektion Paris-Naples 1914 als eigenständiger Verein, während sich die unionistischen Pfadfinderinnensektionen zunächst innerhalb der UCJF organisierten. Julie Siegfried war Ehrenvorsitzende dieses Vereins und Renée de Montmort saß im Vorstand. Obwohl das Heim einer protestantischen Kirchengemeinde angegliedert war, entschied sich die Generalsekretärin Élisabeth Fuchs dafür, die Mitgliedschaft „jedem Mädchen zwischen 10 und 18 Jahren, ohne Unterschied der Religion“ zu öffnen. Dieses Streben nach Unabhängigkeit wurde kritisiert, sowohl anfänglich innerhalb der UCJF als auch später innerhalb des französischen Pfadfinderinnenverbands, dem die Pfadfinderinnen der Rue de Naples erst spät beitraten, und zwar in der neutralen Sektion. Während des Zweiten Weltkriegs, als die Pfadfinderei in der besetzten Zone verboten wurde, begleitete Elisabeth Fuchs aus Diskretion die Fortsetzung der Aktivitäten der Pfadfinderinnen der Rue des Naples unter verschiedenen Bezeichnungen.
Nach dem Ersten Weltkrieg ging sie in die USA an eine unionistische Schule, wo sie Vorträge über das Mädchen und die Frau hielt. Diese Vortragstätigkeit setzte sie auch nach ihrer Rückkehr nach Frankreich fort. Ab 1919 gehörte sie dem provisorischen Vorstand des französischen Zweigs des Young Women’s Christian Association an, der nach dem Krieg gegründet wurde, um die Bedingungen für Frauen in Frankreich zu verbessern. Sie saß dort unter anderem mit Antoinette Butte und Violette Mouchon.

## Ehrungen
1934 wurde Elisabeth Fuchs für ihre vielfältigen Aufgaben in den Unions chrétiennes de jeunes filles und für die Gründung der Pfadfinderinnen im Jahr 1912 zum Ritter der Ehrenlegion geschlagen. 1941 erhielt sie den von der Académie des sciences morales et politiques verliehenen Audiffred-Preis. Der Marie-Laurent-Preis wurde ihr posthum von der Académie des sciences morales et politiques verliehen, um sie für die Ausübung von Tugend oder Hingabe zu belohnen.